# Vivo per lei
«Vivo per lei» es el nombre de una canción grabada por el tenor italiano Andrea Bocelli a dúo con Giorgia Todrani, siendo el séptimo sencillo de su segundo álbum de estudio, Bocelli. La canción fue lanzada como dúo también con otras artistas femeninas, incluyendo a la francesa Hélène Segara en los países francófonos, la alemana Judy Weiss en los países germanófonos, la española Marta Sánchez en España y demás países hispanohablantes, y la brasileña Sandy Leah Lima en portugués brasileño.
La versión con Sánchez encabeza la lista de sencillos española en 1996 bajo el título «Vivo por ella» y está disponible en su álbum Un paso más cerca. La versión con Segara fue lanzada en diciembre de 1997 y se convirtió en un éxito en Bélgica (Valonia) y Francia, donde alcanzó el número uno en las listas de éxitos, y el quinto sencillo de su primer álbum de estudio, Cœur de verre. La versión con Weiss también fue número uno en Suiza en 1997.

## Información de la canción
La canción fue escrita por el grupo O.R.O. (Manzalli-Mengalli-Zelli), en 1995 por su álbum Vivo per.... La canción ganó la edición del disco para el verano de ese año. Durante el mismo año, la letra de la canción fue reescrita por Gatto Panceri y fue relanzado gracias al dueto entre Andrea Bocelli y Giorgia Todrani. La nueva letra se caracteriza por el hecho de que lei (‘ella’) en el título se refiere a la música, mientras que en la original era una canción de amor para una chica.
La nueva versión de «Vivo per lei» se convirtió en un homenaje a la música, que es lo que se hace referencia en el título de lei en italiano, elle en francés, sie en alemán y ella en español. Esa canción multilingüe mezcla letras en italiano por Andrea Bocelli y otras lenguas después de las versiones. La melodía de la canción se parece a una composición de piano de Elton John
Para las versiones internacionales, la letra en alemán fue escrita por Michael Kunze, en francés por Art Mengo, y en español por Luis Gómez Escolar. También hay una versión griega llamada «Se thelo edo», cantada por Dimitra Galani y Karadimos Giorgos.[cita requerida]
La canción se utiliza actualmente en un anuncio de televisión francesa para pastas. Solo la voz de Andrea Bocelli se puede escuchar en el extracto reproducido.
Durante la primera gira de Hélène Segara, la canción se realizó, pero Andrea Bocelli fue reemplazado por Bruno Pelletier. Esta versión está disponible en el concierto del álbum en vivo en el Olympia, como segunda pista en el segundo cedé. También fue incluida en la recopilación de Le Best of de Hélène Segara, en el álbum Romanza de Andrea Bocelli, pero a dúo con Giorgia, y en el álbum Sur Scene de Bruno Pelletier.
La canción fue grabada en 2004 por Calogero, Chimène Badi y Patrick Fiorien el álbum Les Enfoirés dans l'espace.

## Tabla de resultados
En Francia, la canción fue directamente al número nueve, el 6 de diciembre de 1997, y alcanzó el número uno cuatro semanas más tarde, convirtiéndose así en el sexto bilingüe número uno de sencillos en Francia. Lideró la lista durante cinco semanas consecutivas, luego bajó lentamente, permaneciendo por veintidós semanas en la lista de los diez primeros, treinta y tres semanas en el cincuenta y cuarenta y dos en los cien primeros. Fue certificado platino por la SNEP. Es la mejor de 141 ventas sola de todos los tiempos en Francia. En Bélgica (Valonia), el sencillo debutó en el número dieciocho el 20 de diciembre y alcanzó el número uno en su sexta semana y permaneció allí durante cinco semanas, luego bajó y calló de los diez primeros después de quince semanas y los primeros cuarenta después de veintiocho semanas. Hasta la fecha es el sencillo más vendido de Hélène Segara, y el segundo de Andrea Bocelli (el primero es Con te partirò).
En Suiza la versión con Judy Weiss entró a las listas en el número seis el 27 de abril de 1997. Alcanzó el número uno durante una semana únicamente, y se mantuvo durante veintiséis semanas en el top cincuenta. La canción logró un éxito moderado en Austria, donde llegó al número veintidós el 18 de mayo de 1997 y cayó del top cuarenta después de diez semanas.

## Lista de canciones
Italia
CD single
| N.º | Título                                                              | Duración |  |
| 1.  | «Vivo per lei»                                                      | 4:23     |  |
| 2.  | «Vivo per lei - Ich lebe für sie» (por Andrea Bocelli y Judy Weiss) | 4:23     |  |

Países de habla francesa
CD single
| N.º | Título                                     | Duración |  |
| 1.  | «Vivo per lei (je vis pour elle)»          | 4:23     |  |
| 2.  | «Voglio restare così» (por Andrea Bocelli) | 4:51     |  |

Descarga digital
| N.º | Título                                                                                       | Duración |  |
| 1.  | «Vivo per lei (je vis pour elle)»                                                            | 4:23     |  |
| 2.  | «Vivo per lei (je vis pour elle)» (live at the Olympia, por Hélène Segara y Bruno Pelletier) | 4:32     |  |

Países de habla alemana
CD single
| N.º | Título                                      | Duración |  |
| 1.  | «Vico per lei - Ich lebe für sie»           | 4:23     |  |
| 2.  | «Vonglio restare così» (por Andrea Bocelli) | 4:51     |  |

## Listas y ventas
| Tabla (1996)                | Posición |
| --------------------------- | -------- |
| Singles italianos 1         | 24       |
| Mega top 100 holandés 1     | 39       |
| Singles españoles 2         | 1        |
| Tabla (1997/98)             | Posición |
| Singles austriacos 3        | 22       |
| Singles Bélgica (Valonia) 4 | 1        |
| Singlesfrancés SNEP 4       | 1        |
| Singles suizos 3            | 1        |

| Tabla (1997)              | Posición |
| ------------------------- | -------- |
| Bélgica (Valonia) singles | 92       |
| Singles franceses         | 52       |
| Singles suizos            | 8        |
| Tabla (1998)              | Posición |
| Bélgica (Valonia) singles | 4        |
| Singles franceses         | 6        |

### Certificaciones
| Región                                                 | Certificación | Ventas/Entregas |
| ------------------------------------------------------ | ------------- | --------------- |
| Bélgica                                                | Platino       | 50,000*         |
| Francia                                                | Platino       | 500,000*        |
| * Las cifras de ventas basado en la certificación solo |               |                 |

## Otros datos
- Esta canción fue utilizada en la telenovela argentina Hombre de mar producida por Canal 13 y protagonizada por Gabriel Corrado y Viviana Saccone.
- Bocelli había versionado la canción en inglés, titulada Live For Love, a dueto con la cantante galesa Bonnie Tyler; sin embargo, por problemas de acuerdos entre las casas disqueras, esta versión nunca salió al mercado.